# 阮南忠
阮南忠（英語：Nam-Trung Nguyen，1970年4月14日—）是一位研究微流控与纳流控的越南裔澳大利亚籍学者。他最知名的研究領域包括神經性毒劑探測器、聚合酶鏈式反應（PCR）、微混合器、液珠式微流體、微磁流控（Micro Magnetofluidics）、液体弹珠（ ）以及微弹性流控（Micro Elastofluidics）。他目前為格里菲斯大学昆士微纳米科技中心教授兼主任，曾任新加坡南洋理工大學副教授。他是美国机械工程师学会（ASME） 的会士 和电气电子工程师学会（IEEE）的高级会员。

## 早年生涯
阮南忠于1970年出生于越南河内，父亲是工程师，母亲是教师。他从1975年开始接收教育，此时越南战争刚刚结束。高中毕业后他顺利考入河内理工大学。由于优异的成绩，他获得了海外教育奖学金，在原东方集团任意一个国家接收本科教育。他的父亲是一名工程师，曾在前苏联接受过培训，建议他去前东德。在1987年在河内完成德语课程并在1988年在茨维考完成预备课程之后，他开始在德国开姆尼茨理工大学 （页面存档备份，存于） （页面存档备份，存于）学习精密工程和微系统技术。1989年，当他进入大学学习的第二年时，东方集团倒闭了。 两德统一后，他继续在同一所大学学习。在此期间，他还兼职在装配线工作，在银行担任数据输入人员，在餐馆担任服务员。 他曾在罗伯特·博世公司（Robert Bosch GmbH）担任学生研究员，在那里首次接触到用于汽车的微机电系统（MEMS）。在那里，他参与了基于MEMS的燃油喷射系统以及压力和质量流率传感系统的开发。 阮分别于1993年和1997年从开姆尼茨工业大学获得了工学硕士（Dipl-Ing）和工学博士（Dr Ing）学位。在战后越南和统一德国的这些生活经历强烈塑造了他的性格和未来的职业。他于2004年返回开姆尼茨答辩自己的特许任教资格（habilitation degree）。特许任教资格（Dr Ing Habil）是德国正式教授职位的学术资格。1995年美利坚合众国与越南之间的外交关系正式正常化之后，他可以继续在美国接受培训。 在1997年获得博士学位后，他移居美国，并在美国伯克利传感器与执行器中心（美国加利福尼亚大学伯克利分校）担任博士后研究工程师。

## 职业发展
从1999年到2012年，阮南忠担任新加坡南洋理工大学（NTU）的研究员，助理教授和副教授。他还是南洋理工大学机械与航天工程学院成功兼职教育计划的主任。 从2000年到2013年，他领导了南洋理工大学的一个有竞争力的独立研究小组。 2013年，他加入了澳大利亚格里菲斯大学，并一直担任昆士兰州微纳米技术中心的教授和中心主任。他在2014-2017年期间担任澳大利亚研究委员会 （页面存档备份，存于）专家学院 （页面存档备份，存于）的成员（College of Experts ），并通过研究项目合同和合作研究中心的方式来积极参与澳大利亚工业研究。阮的研究重点在于微尺度上基础流体物理学，并将这些研究进展应用到以芯片实验室和即时诊断为形式的实用工程解决方案中。 他拥有三项美国专利（US7975531B2，US7736788B2，US7534097B2），涉及微流控应用，例如燃料电池和流体仪表。 阮建立并开发了许多实用技术和流体操控概念，在聚合物微加工，微声流控，微混合和微磁流控方面获得了国际的认可。阮在国际期刊上发表了470多篇文章，共9本专著，24篇专著章节。 他指导了36名博士生顺利完成学业。 2020年版的《澳大利亚人研究特别报告》推选阮为澳大利亚分析化学研究领域的领导者，也是化学和材料科学领域排名前17位的学者之一。阮是美国机械工程师学会的当选会士 ，美国电气和电子工程师协会的高级成员。 他在微流控和微/纳米技术期刊领域的主要期刊中发挥了重要作用，包括主编（Micromachines），副主编（Microfluidics and Nanofluidics，Biomedical Microdevices，Journal of Sensors and Sensor Systems，Journal of Science: Advanced Materials and Devices, Technologies ，以及顾问委员会成员（Lab on a Chip）。

## 榮譽
阮南忠是2009年首届ProSPER.Net-Scopus可持续发展青年科学家奖亚军，也是2008年ASAIHL-Scopus青年科学家奖亚军。
其他榮譽還包括：
- 2020年，澳大利亚分析化学研究领导者[14]
- 2018年，副校长研究领导力研究卓越奖[12]
- 2017年，副校长研究领导力研究卓越奖[12]
- 2014年，澳大利亚研究委员会专家学院成员[9]。
- 2012年，新加坡─麻省理工學院聯盟科技研究中心（Singapore-MIT Alliance for Research and Technology, SMART）專任研究員[10]

## 精選參考書目
- Nguyen, Nam-Trung.  2nd. Elsevier. 2011  [2016-10-15]. ISBN 9781437735215. （原始内容存档于2016-10-18）.
- Nguyen, Nam-Trung; Abgrall, Patrick. . Artech House. 2009. ISBN 9781596933507.
- Nguyen, Nam-Trung. . Jeffrey D. Zahn  (编). . Boston: Artech House. 2009. ISBN 9781596934009.
- Nguyen, Nam-Trung; Wu, Zhigang. . Journal of Micromechanics and Microengineering. 2005, 15 (2). doi:10.1088/0960-1317/15/2/R01.

## 外部連結
- N. T. Nguyen's  homepage （页面存档备份，存于）
- N. T. Nguyen's  university website （页面存档备份，存于）
- N. T. Nguyen's  Google Scholar profile （页面存档备份，存于）
- N. T. Nguyen's  ResearchGate profile
- N. T. Nguyen's  Scopus profile （页面存档备份，存于）
- N. T. Nguyen's  Microsoft Academic profile[]